# Hennes lilla majestät (film, 1925)
Hennes lilla majestät är en svensk dramafilm  från 1925 i regi av Sigurd Wallén.

## Handling
En överste spelad av Oscar Textorius har en dotter Catherine  som rymmer hemifrån för att spela huvudrollen i en teaterpjäs, "Hennes lilla majestät", som framförs av ett resande teatersällskap. Översten infångar dottern före premiären och deporterar henne till en prästgård, där dottern tror att prästen (Gunnar Tollnæs) tillhör prästgårdens tjänarstab. En alkoholiserad landsfiskal anmäler prästen för biskopen i stiftet.

## Om filmen
Filmen premiärvisades 7 september 1925. Som förlaga har man Karl Gerhards pjäs Hennes lilla Majestät som uruppfördes på Göteborgs Friluftsteater 14 juli 1920. Inspelningen av filmen skedde i Filmstaden Råsunda med några scener från Söderfors bruk av Axel Lindblom. En nyinspelning av filmen genomfördes 1939 i regi av Schamyl Bauman se, Hennes lilla Majestät

## Rollista i urval
- Margita Alfvén – Catherine
- Gunnar Tolnæs – Pastor
- Oskar Textorius – Överste, Catherines far
- Stina Berg – Hushållerska
- Ragnar Billberg – Förälskad aktör
- Carl Browallius – Biskop
- Ragnar Arvedson – Flachert
- Axel Nilsson – Äventyrslysten kavaljer
- Olav Riégo – Löjtnant
- Albert Ståhl – Landsfiskal
- Julia Cæsar – Tågresenär
- Olga Andersson
- Gucken Cederborg
- Gustaf Lövås
- Carl-Gunnar Wingård – Skådespelare